# 우스정
우스정(중국어 정체자: 吳世正, 병음: Wú Shìzhèng, 한자음: 오세정, 1963년 4월 11일 ~ )은 타이완의 정치인, 제8~14대 타이베이시의원이다.